# Klein brandkruiddikkopje
Het klein brandkruiddikkopje (Muschampia proto) is een vlinder uit de familie dikkopjes (Hesperiidae). De wetenschappelijke naam is voor het eerst geldig gepubliceerd in 1808 door Ochsenheimer.
De soort komt voor in Europa.